# سوزی وایلز
سوزان سامرال وایلز (انگلیسی: Susan Summerall Wiles؛ زادهٔ ۱۴ مهٔ ۱۹۵۷) سیاستمدار اهل ایالات متحده آمریکا  و ۳۲مین رئیس دفتر رئیس‌جمهور ایالات متحده آمریکا در دومین کابینه دونالد ترامپ است. او نخستین زنی است که این سمت را بر عهده دارد .